# Armand Narçon
Armand Narçon est un artiste lyrique (basse) né le 13 octobre 1886 à Paris et mort le 17 août 1944.